# Канталіче
Канталіче (італ. Cantalice) — муніципалітет в Італії, у регіоні Лаціо,  провінція Рієті.
Канталіче розташоване на відстані близько 75 км на північний схід від Рима, 8 км на північ від Рієті.
Населення — 2781 особа (2014).
Щорічний фестиваль відбувається 18 травня. Покровитель — san Felice.

## Демографія
Населення за роками:

Станом на 1 січня 2023 року в муніципалітеті офіційно проживали 133 іноземці з 21 країни, серед них 50 громадян країн Євросоюзу та 10 громадян України.

## Сусідні муніципалітети
- Леонесса
- Мічильяно
- Поджо-Бустоне
- Рієті